# Toqui-de-orelha-branca
Toqui-d'orelhas-brancas ou toqui-de-orelha-branca (Melozone leucotis) é uma ave da espécie de Pardal. É encontrado na América Central, principalmente no sopé, do sul do México e Guatemala ao norte da Costa Rica.
Esta ave é encontrada tipicamente em altitudes entre 500 and 2,000 m (1,600 and 6,600 ft) na vegetação rasteira e matagais de ravinas, borda de floresta e outras florestas semi-abertas, incluindo segundo crescimento e grandes jardins. O ninho, construído pela fêmea, é uma enorme tigela de caules, galhos e outros materiais vegetais construídos no solo ou com menos de 75 cm (2.46 ft) para cima, e escondido entre bananeiras, orquídeas ou cobertura similar. A fêmea põe dois ovos brancos manchados de marrom, que ela incuba por 12 a 14 dias. O macho ajuda na alimentação dos filhotes.
O pardal-de-orelha-branca tem em média 17.5 cm (6.9 in) comprimento e pesa 43 g (1.5 oz). O adulto tem um bico grosso cinza-escuro e partes superiores marrom-oliva sem listras. A cabeça é principalmente preta com um anel de olho branco quebrado e manchas brancas na frente e atrás do olho. A nuca é verde e os lados do pescoço são amarelos brilhantes. A garganta e o peito são pretos, separados por uma fina linha cinza-avermelhada, e o restante das partes inferiores é principalmente branco com cinza nos flancos. As aves jovens têm as partes inferiores mais amarelas e um padrão de cabeça indistinto mais maçante.
Aves do norte da Nicarágua, M. l. nigrior, têm uma mancha de peito preto muito mais ampla do que a forma nomeada da Costa Rica, e a mais setentrional das três subespécies, M. l. occipitalis, tem uma faixa de coroa cinza, supercílio amarelo óbvio e uma mancha de peito muito pequena.
As chamadas de pardal de orelhas brancas incluem um tsip fino. O canto do macho é um explosivo assobiado cuspe-CHUR ver-ver-ver.
O pardal de orelhas brancas se alimenta no chão de sementes, bagas caídas, insetos e aranhas. É geralmente em pares, e é uma espécie tímida melhor vista perto ou ao entardecer, embora mais fácil de encontrar do que seu parente escondido, o pardal terrestre de Prevost.